# 河原亜依
河原 亜依（かわはら あい、1988年8月11日 - ）は、日本の元歌手。北海道静内郡静内町（現・日高郡新ひだか町）出身。ヴィジョン・ファクトリーに所属していた。
AI-SACHI、アイドル道（制服チーム）、chakuchaku J.bの元メンバーである。

## 略歴
- 2001年、立石沙千加とダンス＆ボーカルユニットAI-SACHIを結成しデビュー。
- 2003年、フジテレビ721のバラエティ番組『アイドル道』に1期生として出演。同期の沢尻エリカや紗栄子などと共にチアダンスに挑戦した。
- 2007年2月、芸能人女子フットサルチームchakuchaku J.bに入団。背番号は17。
- 2007年6月、歌手活動専念のためフットサルチームを退団。
- 2007年、ミスFLASH2007のファイナリストに選ばれる。
- 2007年、ソロ歌手として札幌市内で路上ライブ活動を開始。その後、東京のライブハウスや各種イベントにも進出。
- 2009年9月23日、初のワンマンライブ『AIにいこう！』を渋谷・La.mamaで開催[1]。また、11月28日には札幌・音楽処PRESENTSでワンマンライブ『AIにいこう！〜夢を手にいれよう！〜』を開催[2]。
- 2010年4月から専門学校へ進学。音楽活動よりも学業を優先させたが[3]、趣味の範囲では音楽を続けておりファンとの交流もあった[4]。
- 2014年11月30日、ブログで歌手活動終了を発表[5]。

## 作品

### シングル
1. DREAM（2009年10月28日、RUF-1002）
  1. DREAM
  2. Thank you, my dear
  3. I wanna be your girlfriend

### アルバム
1. AI for you（2008年12月3日、XQCS-1009）
  1. オレンジロード
    - 北海道「優駿浪漫街道（国道235号）」イメージソング。

  2. もし君がいなくなったらどうするだろう
  3. オーライ！！
    - テレビ東京系『チャンピオンズ〜達人のワザが世界を救う〜』エンディングテーマ

  4. 未来設計図
  5. ONE STAR
  6. 会いたくて…だけど…言えなくて